# Топоринская волость
Топоринская волость —волость Медынского уезда Калужской губернии. Центр — сельцо Топорино. Располагалась на северо-западе уезда, на берегах Трубенки, Лужи, Русановки и Дынки. 

## Состав
В 1913 году в неё входили населённые пункты (курсивом показаны бывшие):
- Богородское (Борщёво, Кукановка), сельцо
- Богоявленское (Новое Беляево), деревня, школа Воспитательного дома
- Беляево, сельцо, земская школа
- Власьево, деревня — на реке Трубенка 55°07′37″ с. ш. 35°45′58″ в. д.HGЯO
- Воскресенки (Палачевка), сельцо55°12′36″ с. ш. 35°48′34″ в. д.HGЯO
- Горки, сельцо
- Грибово, село, церковно-приходская школа
- Дурово, поселок 55°12′16″ с. ш. 35°50′15″ в. д.HGЯO
- Жихарево, деревня
- Заварыкино, сельцо
- Иванково (Иванковская), сельцо55°11′28″ с. ш. 35°49′52″ в. д.HGЯO
- Исаково, сельцо, земская школа
- Космодамианское, село, земская школа 55°09′48″ с. ш. 35°49′14″ в. д.HGЯO
- Кожухово, пустошь
- Кочетовка (Толкачево), деревня55°04′38″ с. ш. 35°43′59″ в. д.HGЯO
- Кочуково, посёлок
- Макарцево, деревня
- Московская мыза, хутор
- Насоново, сельцо
- Никола-Гора, хутор
- Одинцы, деревня
- Пашково, сельцо
- Песье, сельцо, земская школа
- Пирово (Артюково), сельцо, земская школа
- Прудково, село, церковно-приходская школа
- Семеновская, деревня
- Таракановка (Княжая), деревня, земская школа
- Темерево, сельцо
- Топорино, сельцо, школа министерская
- Щеглово, деревня 55°04′49″ с. ш. 35°53′30″ в. д.HGЯO